# مسابقات دوچرخه‌سواری جایزه بزرگ کبک
مسابقات دوچرخه‌سواری جایزه بزرگ کبک (انگلیسی: Grand Prix Cycliste de Québec) یک مسابقه دوچرخه‌سواری در کانادا است.
این مسابقه که در شهر کبک برگزار می‌شود از سال ۲۰۱۰ تاکنون سالانه در یک روز انجام می‌شود.